# Maggie Qi
Maggie Qi (Qi Mengyao) est une entraîneure de patinage de vitesse sur piste courte d'origine chinoise, ayant entraîné les équipes du Canada et de l'Italie.

## Biographie
Maggie Qi naît Qi Mengyao à Changchun. Enfant, elle est remarquée par l'entraîneur local Kong Xin pour sa vitesse lors de compétitions scolaires de patinage. Elle participe aux championnats du monde junior 2004. En 2009, elle doit arrêter sa pratique sportive après une blessure au genou.
Après sa retraite sportive, Qi souhaite intégrer Beijing Sport University mais échoue son examen d'anglais. Elle décide d'aller vivre à Calgary, où elle a fait des stages sportifs lors de son adolescence. Elle y étudie d'abord les affaires.

### Entraîneure au Canada
Elle entraîne bénévolement le club local. Le directeur du club l'encourage alors à étudier le coaching sportif. Elle obtient donc une certification d'entraîneure à Calgary puis intègre le centre d'entraînement de l'université de Calgary où elle entraîne l'équipe espoirs de la province.
Elle intègre ensuite l'équipe du Canada en tant que coach assistante dans le cadre de la formation des coachs de tous niveaux poussée par le père de Charles Hamelin, alors président de la fédération nationale. Elle se rend alors aux compétitions junior et aux coupes du monde avec les athlètes.
En 2018, elle est invitée par Wang Xiuli à revenir en Chine pour entraîner l'équipe nationale, mais ces plans sont annulés pendant la pandémie de Covid-19.

### Entraîneure en Italie
En 2023, elle intègre l'équipe nationale d'Italie à Bormio. Elle remarque que les sportifs sont beaucoup plus amateurs en Europe qu'au Canada, et s'étonne de la collaboration entre les pays voisins, notamment avec l'Autriche, la France et la Hongrie, dont les patineurs s'entraînent souvent avec ceux Italiens.
L'année suivante, elle devient entraîneur-chef de l'équipe.
Sa famille vit en Italie pendant le printemps et l'été et retourne à Calgary pour la saison de patinage.